# I ragazzi terribili
I ragazzi terribili è un romanzo di Jean Cocteau scritto nel 1929.

## Trama
Paul ed Elisabeth sono due fratelli rimasti orfani di padre. Vivono a casa con la madre gravemente malata, ma il loro mondo è unicamente la "camera", regno di giochi e di esperienze visionarie. 
Paul, quattordicenne all'inizio del romanzo, frequenta il liceo del quartiere, vero punto d'incontro della gioventù locale. Il libro si apre con una giornata nevosa: i ragazzi che escono da scuola si sfidano in una battaglia a palle di neve; Dargelos, il bullo della situazione, nonché mito di Paul, colpisce Paul in pieno petto con una palla di neve, in realtà, forse, un sasso ricoperto. Il ragazzo si sente male; viene invitato a non riprendere più la scuola e così si barrica nella profondità della sua camera, limitandosi a sognare Dargelos. 
La sorella, ormai diventata infermiera di due malati, e Gérard, compagno di scuola ed orfano anch'egli, si occupano di lui. La madre muore. Gérard invita allora gli amici a trascorrere una vacanza al mare con suo zio. Con il passare del tempo, Elisabeth decide di cercare un lavoro: trova un posto come modella e fa amicizia con la collega Agathe, anch'ella orfana. Ben presto la "camera" si apre anche a lei e si crea un incrocio di simpatie: Gérard ama Elisabeth e Agathe ama Paul. 
Elisabeth, tuttavia, sposa Michael, un ricco magnate che, alla sua prematura morte in seguito ad un incidente automobilistico (muore strangolato da una sciarpa), le lascia un'enorme casa. I quattro orfani si trasferiscono allora nella nuova residenza. Finalmente Paul, sempre più malato, si rende conto di amare Agathe, la cui somiglianza con Dargelos è stupefacente. Agathe, dal canto suo, si dispera convinta di non essere apprezzata da Paul. 
Elisabeth interviene allora a rovinare tutti i piani: dice ad Agathe che Paul non l'ama, ma che invece Gérard la vuole sposare; dice a Paul che Agathe lo ha rifiutato perché ama Gérard e lo vuole sposare; convince Gérard a sposare Agathe. Tempo dopo il matrimonio, Gérard rivela a Paul di aver incontrato Dargelos, il quale gli aveva chiesto di portargli un veleno; infatti, al tempo del liceo Paul collezionava veleni perché anche Dargelos lo faceva. Gérard raccomanda a Paul di non toccare il veleno perché è mortale. In un momento di sconforto Paul lo beve e viene soccorso da Elisabeth e Agathe. Le due donne non possono più salvarlo, ma in quel momento viene a galla la verità: Elisabeth confessa di essere sempre stata gelosa del fratello e di averlo voluto allontanare da Agathe con ogni mezzo, perché la considerava una mediocre borghese.
Elisabeth dice che finalmente con la morte i due fratelli potranno unirsi. Nel momento in cui Paul sta per morire, Elisabeth si spara un colpo di pistola. Agathe resta da sola e spaventata.

## Musica
I ragazzi terribili è stato di ispirazione per il balletto La Boule de neige di Fabrizio Monteverde con musiche di Pierluigi Castellano. Nel 1996 Philip Glass scrive la musica per una dance opera for ensemble, soloist & dancers per 3 pianoforti a coda (o digitali) intitolata Les Enfants Terribles. Nei credits compare anche il nome di Susan Marshall. La prima rappresentazione ha avuto luogo a Zug (Confederazione elvetica) il 18 maggio 1996 Theatre Casino. il 21 gennaio 2017 il coreografo Javier de Frutos ha riproposto lo stesso lavoro in una interpretazione fortemente personale.

## Influenza nella cultura popolare
Sebbene il romanzo non abbia avuto un'influenza diretta sulle vicende narrate nella trama, Les enfants terribles è il nome di un importante progetto scientifico segreto nel videogioco d'azione stealth Metal Gear Solid, uscito nel 1998 su PlayStation, e nei suoi seguiti, venendo ancora menzionato in Metal Gear Solid 2: Sons of Liberty e Metal Gear Solid 4: Guns of the Patriots.
Dal romanzo fu tratto I ragazzi terribili,
film del 1950 diretto da Jean-Pierre Melville
Il romanzo The holy innocents di Gilbert Adair, da cui è stato tratto The dreamers di Bernardo Bertolucc è sostanzialmente un rifacimento  del romanzo di Cocteau, trasferito nel 1968.
Nel 1985 il film Jeux d'artifices di Virginie Thévenet mette in scena I ragazzi terribili senza citare l'opera nei titoli di testa. La stessa regista ha avuto modo di dichiarare che «scrivendo Jeux d'artifices ho sempre pensato a "Les enfants terribles" di Cocteau». Antoine de Baecque su Cahiers du cinéma dedica un'accurata scheda al film esordendo col dire che dietro un disordine alla moda si nasconde un film e che adattare Les enfants terribles nel 1987 è stata una sfida che Virginie Thévenet ha accettato.

## Edizioni
- Jean Cocteau, I ragazzi terribili, traduzione di Giovanni Fattorini, collana La Scala, Rizzoli, 1998,  p. 162, ISBN 978-88-17-10616-0.